# Landtagswahlkreis Sinsheim
Der Wahlkreis Sinsheim (Wahlkreis 41) ist ein Landtagswahlkreis in Baden-Württemberg. Er umfasste bei der Landtagswahl 2006 die Gemeinden Angelbachtal, Bammental, Eberbach, Epfenbach, Eschelbronn, Gaiberg, Heddesbach, Heiligkreuzsteinach, Helmstadt-Bargen, Lobbach, Mauer, Meckesheim, Neckarbischofsheim, Neckargemünd, Neidenstein, Reichartshausen, Schönau, Schönbrunn, Sinsheim, Spechbach, Waibstadt, Wiesenbach, Wilhelmsfeld und Zuzenhausen des Rhein-Neckar-Kreises. Bei der Landtagswahl 2021 blieb die Wahlkreiseinteilung unverändert; wahlberechtigt waren 96.488 Einwohner.

## Wahl 2021
Die Landtagswahl 2021 hatte folgendes Ergebnis:
| Direktkandidat       | Partei       | Stimmen in % | Landtagswahl 2016 Stimmen in % |
| -------------------- | ------------ | ------------ | ------------------------------ |
| Hermann Katzenstein  | Grüne        | 29,3         | 26,8                           |
| Albrecht Schütte     | CDU          | 25,9         | 26,6                           |
| Dieter Amann         | AfD          | 11,0         | 18,0                           |
| Jan-Peter Röderer    | SPD          | 13,8         | 15,0                           |
| Michael Westram      | FDP          | 9,1          | 7,7                            |
| Marco La Licata      | DIE LINKE    | 2,9          | 2,7                            |
| Denis Maier          | ödp          | 0,9          | 0,9                            |
| Kay-Olaf Ballerstädt | Freie Wähler | 3,1          | –                              |
| Angelika Matscheko   | Bündnis C    | 0,6          | –                              |
| Xenia Pompe          | dieBasis     | 0,9          | –                              |
| Johanna Legnar       | KlimalisteBW | 0,7          | –                              |
| Marcus Müller        | WiR2020      | 1,0          | –                              |
| Leon Wollmann        | Volt         | 0,8          | –                              |
| –                    | Sonstige     | –            | 2,4                            |

## Wahl 2016
| Direktkandidat      | Partei    | Stimmen in % | Landtagswahl 2011 Stimmen in % |
| ------------------- | --------- | ------------ | ------------------------------ |
| Albrecht Schütte    | CDU       | 26,6         | 38,3                           |
| Thomas Funk         | SPD       | 15,0         | 25,3                           |
| Hermann Katzenstein | Grüne     | 26,8         | 23,0                           |
| Michael Westram     | FDP       | 7,7          | 4,2                            |
| Thomas Wenzel       | DIE LINKE | 2,7          | 3,4                            |
| Peter Herbold       | REP       | 0,4          | 1,2                            |
| Jan Jaeschke        | NPD       | 0,8          | 1,5                            |
| Gabriele Glatz      | ödp       | 0,9          | 1,0                            |
| Heinrich Koch       | ALFA      | 1,1          | -                              |
| Jörg Junger         | AfD       | 18,0         | -                              |
| –                   | Sonstige  | –            | 2,1                            |

## Wahl 2011
Die Landtagswahl 2011 hatte folgendes Ergebnis:
| Direktkandidat                   | Partei    | Stimmen in % | Landtagswahl 2006 Stimmen in % | Landtagswahl 2001 Stimmen in % |
| -------------------------------- | --------- | ------------ | ------------------------------ | ------------------------------ |
| Elke Brunnemer                   | CDU       | 38,3         | 43,6                           | 44,2                           |
| Thomas Funk                      | SPD       | 25,3         | 27,3                           | 37,9                           |
| Charlotte Schneidewind-Hartnagel | Grüne     | 23,0         | 10,5                           | 06,0                           |
| Hendrik Tzschaschel              | FDP       | 04,2         | 10,9                           | 06,3                           |
| Christoph Rehm                   | DIE LINKE | 03,4         | WASG: 3,2                      | –                              |
| Gerald Neumann                   | REP       | 01,2         | 03,0                           | 03,6                           |
| Sascha Trautenberger             | NPD       | 01,5         | –                              | 00,5                           |
| Michael Walter Fellhauer         | ödp       | 01,0         | 00,5                           | 00,7                           |
| Rafael Landwehr                  | PIRATEN   | 02,1         | –                              | –                              |
| –                                | Sonstige  | –            | 01,0                           | 00,8                           |

## Abgeordnete seit 1976
Bei den Landtagswahlen in Baden-Württemberg hat jeder Wähler eine Stimme, mit der sowohl der Direktkandidat als auch die Gesamtzahl der Sitze einer Partei im Landtag ermittelt werden. Dabei gibt es keine Landes- oder Bezirkslisten, stattdessen werden zur Herstellung des Verhältnisausgleichs unterlegenen Wahlkreisbewerbern Zweitmandate zugeteilt.
Den Wahlkreis Sinsheim vertraten seit 1976 folgende Abgeordnete im Landtag:
| Partei | Art des Mandats | Abgeordnete |
| ------ | --------------- | --- |
| CDU    | Erstmandat      | Gerhard Weiser 1976, 1980, 1984, 1988, 1992, 1996 Elke Brunnemer 2001, 2006, 2011                                                                                       |
| CDU    | Zweitmandat     | Albrecht Schütte 2016, 2021 |
| SPD    | Zweitmandat     | Udo Kraus 1976 Brigitte Adler 1980, 1984, Mandat niedergelegt im Februar 1987 Helmut Göschel 1987 nachgerückt, 1988, 1992, 2001 Thomas Funk 2011 Jan-Peter Röderer 2021 |
| GRÜNE  | Erstmandat      | Hermann Katzenstein 2016, 2021 |
| GRÜNE  | Zweitmandat     | Charlotte Schneidewind-Hartnagel 2011 |